# Saxifraga erioblasta
Saxifraga erioblasta es una especie del género Saxifraga.

## Descripción
Es una planta perenne, densamente pulvinular, con indumento de glándulas –sésiles y estipitadas– y de pelos glandulíferos y no glandulíferos. Tallos floríferos de hasta 15 cm, terminales, erectos, cubiertos de glándulas granates –sésiles y estipitadas (pedículo de 1-4 células)–. Hojas basales 3-8 x 1-2(4) mm, erectas, enteras –a veces divididas en (2)3 dientes o lóbulos ovado-deltoideos–, espatuladas, sin pecíolo diferenciado, que no ocultan a la yema estival, tiernas, obtusas, cubiertas de glándulas –sésiles y estipitadas (pedículo de 1-4 células)– y de largos pelos no glandulíferos (de hasta 10 células); yemas estivales sésiles o casi –constituidas por una roseta densa, cerrada, de elipsoidal a esférica, obtusa, lanuginosa, de hojas imbricadas no escariosas, enteras–, de 2-3 mm de diámetro; hojas de los tallos floríferos 1-5, enteras, espatuladas, agudas. Inflorescencia en panícula pauciflora, con 1-3(4) flores; brácteas enteras; pie de la inflorescencia generalmente de longitud 2-5 veces mayor que la de ésta. Hipanto cubierto de glándulas granates –sésiles y estipitadas (pedículo de 1-4 células)–. Sépalos c. 1,5 x 2,5 mm, ovados, obtusos o agudos. Pétalos (3)4-5(7) x 2-4(5) mm, obovados o espatulados, blancos pero que, al igual que los filamentos estaminales, viran al rosa tras la polinización. Ovario ínfero o casi. Fruto anchamente globoso. Semillas de 0,6 x 0,3 mm, únicamente con micropapilas.

## Distribución y hábitat
Se encuentra en los suelos pedregosos, pedregales y fisuras de roquedos calizos; a una altitud de 1400-2600 metros en las sierras de Sierra Mágina, Jabalcuz, Pandera, Tejeda, Baza y Sierra Nevada.

## Taxonomía
Saxifraga erioblasta fue descrita por Boiss. & Reut. y publicado en Diagnoses Plantarum Orientalium Novarum 2: 67. 1856.
Citología
Número de cromosomas de Saxifraga erioblasta (Fam. Saxifragaceae) y táxones infraespecíficos: 2n=32-34
Etimología
Saxifraga: nombre genérico que viene del latín saxum, ("piedra") y frangere, ("romper, quebrar"). Estas plantas se llaman así por su capacidad, según los antiguos, de romper las piedras con sus fuertes raíces. Así lo afirmaba Plinio, por ejemplo.
erioblasta: epíteto latino 

## Nombre común
- Castellano: consuelda, quebrantapiedras, romperocas.[5]